# Gjádalstindar
Gjádalstindar är en bergstopp i republiken Island. Den ligger i regionen Austurland, 300 km öster om huvudstaden Reykjavík. Toppen på Gjádalstindar är 846 meter över havet.
Trakten runt Gjádalstindar är nära nog obefolkad, med mindre än två invånare per kvadratkilometer. Närmaste större samhälle är Höfn, omkring 16 kilometer sydväst om Gjádalstindar. Trakten runt Gjádalstindar består i huvudsak av gräsmarker.